# 2 Korpus Pancerny (ZSRR)

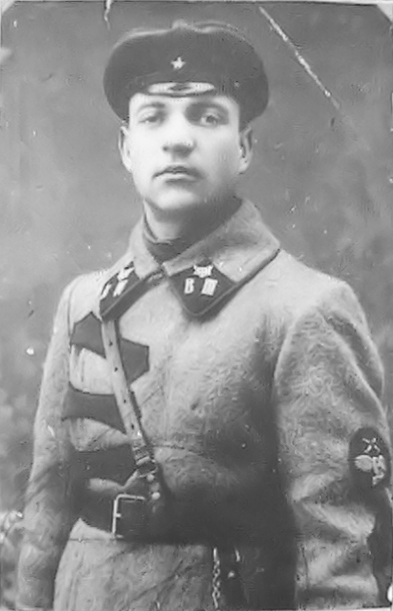
Dowódca 2 Korpusu Pancernego Aleksandr Liziukow, na fotografii z 1923.

2 Korpus Pancerny (ros. 2-й танковый корпус) – jednostka pancerna Armii Czerwonej z okresu II wojny światowej.
2 Korpus Pancerny sformowany został w kwietniu 1942. W dniu 1 lipca miał na wyposażeniu 183 czołgi i podlegał 5 Armii Pancernej. Dowodzony przez gen. mjr Andrieja Krawczenkę brał udział w bitwie pod Woroneżem. 
Rozkazem z 19 września 1943 2 Korpus Pancerny został przemianowany na 8 Gwardyjski Korpus Pancerny.

## Dowódcy korpusu
Dowódcy:
- gen. mjr Aleksandr Liziukow (15.04.1942 - 28.05.1942),
- płk Siemion Malczew (28.05.1942 - 09.06.1942),
- gen. mjr Iwan Łazariew (10.06.1942 - 22.07.1942),
- gen. mjr Andriej Krawczenko[4] (30.07.1942 - 00.09.1942)
- gen. mjr Abram Chasin (08.09.1942 - 15.10.1942),
- gen. por. Aleksiej Popow (16.10.1942 - 19.09.1943)[5].

Szefowie sztabu:
- płk Piotr Limarenko (31.03.1942 - 09.06.1942)
- płk Izmaił Nagajbakow (00.06.1942 - 00.10.1942),
- płk Siemion Malczew (09.06.1942 - 06.02.1943),
- gen. mjr Wasilij Koszelew (18.02.1943 - 19.09.1943)[5].

## Struktura organizacyjna
Skład 1 czerwca 1942:ok
- 26 Brygada Pancerna,
- 27 Brygada Pancerna,
- 148 Brygada Pancerna,
- 2 Brygada Piechoty Zmotoryzowanej[5].